# Julian Schwinger
Julian Seymour Schwinger (n. 12 februarie 1918, New York City, New York, SUA – d. 16 iulie 1994, Los Angeles, California, SUA) a fost un fizician teoretician american. A formulat teoria renormalizării și a postulat un fenomen legat de perechile electron - pozitron cunoscut ca efectul Schwinger, care constă în generarea de perechi în câmp extern electric foarte intens. Această lucrare a stat la baza  foarte multor lucrări teoretice, începând de la astrofizică și terminând cu electrodinamica macroscopică, precum  și experimentale din electrodinamica tehnică. În ultimul caz ea permite să se facă calcule ale spargerilor de dielectrici. Generarea de particule are loc atunci, când lucrul mecanic efectuat de câmp la distanța de o lungime de undă Compton depășește de două ori energia de repaos a electronului. A primit Premiul Nobel pentru Fizică în 1965 pentru contribuția sa în domeniul electrodinamicii cuantice împreună cu Richard Feynman (S.U.A.) și Shinichiro Tomonaga (Japonia), reconciliind , astfel, Mecanica cuantică cu teoria restrânsă a relativității. A avut de asemenea contribuții importante în teoria radiației sincrotrone.  Julian Schwinger a dat o formulare paralelă a teoriei radiației sincrotrone,elaborată anterior și pentru prima dată de Isaak Pomeranciuk și Dmitri Ivanenko în anul 1944 în versiune cuantică.  În acest domeniu a avut de concurat cu discipolii profesorului D.D. Ivanenko Arsenii A. Sokolov și I.M. Ternov, precum și cu alți fizicieni din URSS, inclusiv S.P. Kapița. Pe alocuri a recunoscut întâietatea sovieticilor. Este autorul cărții "Surse și câmpuri".

## Biografie
Fiind un copil dotat, Schwinger și-a demonstrat aptitudinile deosebite pentru matematici de la vârstă fragedă. La vârsta de 14 ani a fost admis la Colegiul orășenesc din New-York, iar ulterior a fost transferat la Universitatea Columbia. A obținut titlul de bacalaureat în arte al Universității Columbia la vârsta de 17 ani (1936), iar la vârsta de numai 21 de ani  și-a luat doctoratul la aceeași universitate . Între anii 1939 și 1941 a lucrat la Universitatea Berkeley din California sub conducerea lui Robert Oppenheimer ca cercetător asociat. În anii războiului a lucrat  în Laboratorul metalurgic al Universității din Chicago și în Laboratorul de radiații de la MIT.  În anul 1945 a Schwinger a trecut la Universitatea Harvard, inițial ca profesor asociat de fizică. A fost promovat chiar  în anul următor ca profesor universitar, după ce a formulat electrodinamica cuantică, independent de Feynman și Shin-Ichiro Tomonaga. Din 1972 și până la deces a lucrat la Universitatea Los-Angeles din California.

## Creația științifică
Contribuția cea mai importantă a lui Julian Schwinger în știință  constă în crearea electrodinamicii cuantice- știința, care sintetizează la un loc teoria clasică a electromagnetismului, sau electrodinamica lui James Maxwell- și Michael Faraday cu mecanica cuantică, cea mai modernă știință la acea vreme, bazele căreia au fost formulate la sfârșitul anilor 20 și începutul anilor 30 de Paul Dirac, Werner Heisenberg și Wolfgang Pauli. Schwinger și-a însușit perfect opera acestor clasici ai științei. În anii războiului Julian Schwinger independent de Richard Feynman, Shin-Ichiro Tomonaga și Freeman Dyson au dezvoltat formularea matematică a electrodinamicii cuantice, astfel, ca aceasta să fie consistentă cu teoria relativității restrânse, formulată de Albert Einstein. Noua teorie conducea la o înțelegere mai bună a interacțiilor particulelor cu sarcină electrică, cum ar fi electronii,sau pozitronii cu electromagnetice, cum ar fi undele radio, fotonii, radiația Roentgen sau cuantele gama, dovedindu-se utilă la explicarea fenomenelor fizice din lumea atomică și subatomică. Trei dintre acești fizicieni: Schwinger la Harvard, Feynman la Institutul de tehnologie din California și Tomonaga- la Universitatea de educație din Tokyo au fost decorați în anul 1965 cu Premiul Nobel în domeniul fizicii.
Una dintre lucrările de referință ale lui Julian Schwinger consta in descrierea procesului polarizare a vidului în câmpuri electrice și magnetice intense, prin generarea de cupluri particula- antiparticula

## Publicații
- ADS NASA, publicațiile se referă la anii 1935-2001. A nu se confunda cu omonimul său mult mai tânăr din Germania
- SPIRES
- Biblioteca Congresului SUA
- Biblioteca Națională a României[nefuncțională]

## Despre
- Dicționar cronologic al științei și tehnicii universale, București, Editura științifică și enciclopedică, 1977
- Personalități ale științei, Mic dicționar, București, Editura științifică și enciclopedică, 1978
- Dicționar enciclopedic român,în 4 volume, Editura politică, București, 1964-1966
- The Oxford Dictionary of Scientists, Oxford University Press
- The New Encyclopaedia Britannica, Micropaedia, Ready reference, 2002